# Iluminación escénica

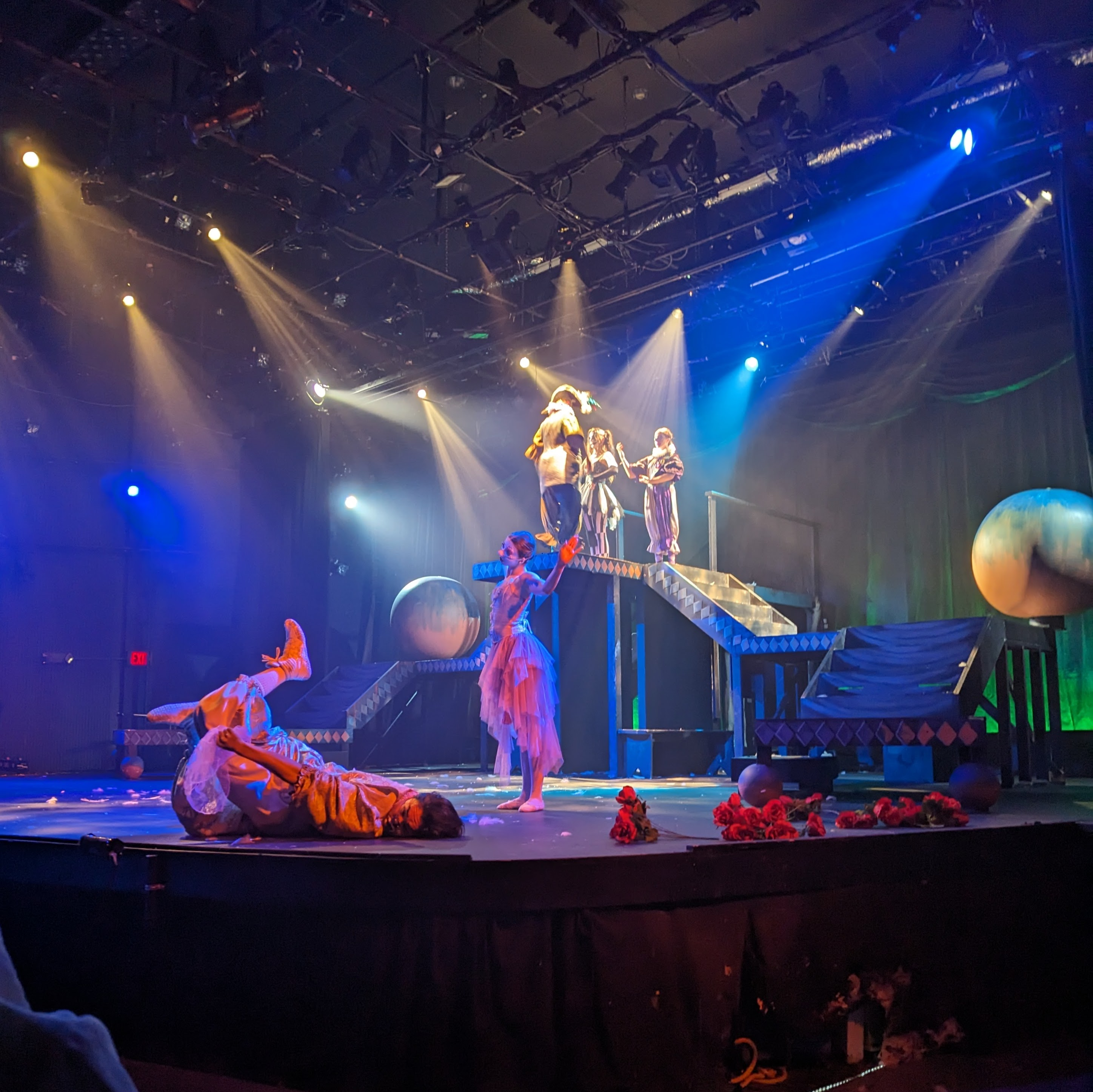
Iluminación de una escena de Cyrano de Bergerac representada por el Synetic Theater, 2013.

Iluminación escénica, escenográfica o teatral, es la técnica de la iluminación que se aplica a la producción de teatro, danza, ópera y otras artes escénicas. Existen diferentes tipos de instrumentos de iluminación de escenario que se utilizan en esta disciplina. Además de la iluminación básica (mediante candilejas, focos, etc.), también puede incluir efectos especiales, como el láser y las máquinas de humo. Las personas que trabajan en la iluminación del escenario se conocen comúnmente como técnicos de iluminación.
Tiene múltiples funciones, entre ellas:
- Visibilidad selectiva: La capacidad de ver lo que está ocurriendo en el escenario. Cualquier diseño de iluminación será ineficaz si los espectadores no pueden ver a los personajes, a menos que esta sea la intención explícita.

- Revelación de la forma: La alteración de la percepción de las formas en el escenario, elementos del escenario particularmente tridimensionales.

- Enfoque: Dirigir la atención del público a un área de la etapa o distraerlos de otro.

- Mood: Ajuste el tono de una escena. Luz roja tiene un efecto diferente que la luz suave de la lavanda.

- Lugar y hora del día: Establecer o alterar la posición en el tiempo y el espacio. Los tonos azules pueden sugerir la noche mientras que el naranja y el rojo pueden sugerir un amanecer o al atardecer. El uso de filtros mecánicos ("gobos") para proyectar escenas cielo, la Luna, etc.

- Elementos de proyección: la iluminación pueden ser utilizada para proyectar el paisaje o para actuar como escenario.

- Script: La iluminación puede iniciar o acelerar la acción dentro y fuera del escenario.

- Composición: La iluminación se puede utilizar para mostrar sólo las áreas de la etapa que el diseñador quiere que el público vea, y para "pintar un cuadro".[2][3]